# Карл фон Літтров
Карл Людвіг Літтров (нім. Karl Ludwig von Littrow; 18 липня 1811—16 листопада 1877) — австрійський астроном. Член Віденської імперської академії наук (1853; кореспондент з 1848 року).

## Біографія
Народився в Казані, був старшим сином астронома Йозефа Літтрова, засновника обсерваторії Казанського університету. У 1816 році Й. Літтров та його родина залишили Росію. Карл вступив до Віденського університету, який закінчив у 1831 році, після чого він вступив до Віденської обсерваторії, яку очолював його батько з 1819 року. Після смерті батька в 1840 році Карл у і1842 році став директором обсерваторії і обіймав цю посаду до смерті.
Карл Літтров опублікував низку наукових праць, серед яких відомі «Популярна геометрія» (1839) та Перелік географічних координат поселень (1844, розширене видання — 1846). Під його керівництвом було опубліковано 20 томів спостережень за обсерваторією під назвою «Annalen der Sternwarte в Wyen», який став одним з найвідоміших астрономічних однорічників того часу.
У 1847 р. Карл Літтров разом з російським астрономом Отто Струве провів роботу над вимірюванням дуги меридіана в Європі, зокрема, на території Австрійської імперії. Він був ініціатором будівництва нової будівлі Віденської обсерваторії, але не дожив для завершення.
У 1877 році він поїхав до Італії на лікування, але помер по дорозі у Венеції.

## Особисте життя
У 1839 році він одружився з Августою Бішофа, письменницьою та активісткою жіночого руху. Їх син, Отто фон Літтров (1843—1864) також був астроном, відомий як винахідник літтрового спектрометра.

## Пам'ять
На честь Карла Літтрова, в 1878 році була створена пам'ятна медаль. Медаль виготовлена з бронзи в ескізі гравюри Антона Шарфа, має вагу близько 107 грам і діаметр 64 мм, на передній частині його є напис «*Carolo de Littrow Hainmate Doctrin Insigni», і на спині — тип Віденської обсерваторії, текст «Harum edium auctori» та римські числа «mdccclxxviii».
На честь Карла Літтрова, у 1879 році, була названа вулиця Літтроугассе у Віденському районі Веринг.